# Sindrome di Ellis-van Creveld
La sindrome di Ellis-van Creveld o displasia condro-ectodermica è un insieme di sintomi e segni caratterizzanti una malformazione congenita dell'individuo.

## Epidemiologia
Colpisce prevalentemente i maschi della popolazione americana degli Amish che abitano nella Pennsylvania, precisamente nella contea di Lancaster, perché sono rimasti riproduttivamente isolati dagli altri americani. L'allele che causa la malattia venne introdotto da una coppia di immigrati nel 1744 e quindi trasmesso per endogamia di generazione in generazione (effetto del fondatore). Inoltre il caso volle che i portatori di Ellis-van Creveld avessero più figli della media degli Amish, aumentando così la frequenza dell'allele per deriva genetica. Attualmente i casi di questa sindrome sono più numerosi nella contea di Lancaster che nel resto del mondo.

## Sintomatologia
I sintomi e i segni clinici presentano cardiopatia congenita, coartazione aortica, micromelia, polidattilia postassiale, iperplasia gengivale, bassa statura, valgismo delle ginocchia.

## Eziologia
La causa è da riscontrare in un'anomalia di un gene (ECV o EVC2) mappati entrambi in 4p16 (cromosoma 4). La funzione della proteina relativa viene bloccata da questa anomalia.

## Esami
L'ECG mostra le anomalie cardiache.

## Terapia
Il trattamento mira a curare i vari segni clinici, se gli esami mostrano una qualche cardiopatia congenita l'uso del trattamento chirurgico correttivo diventa necessario, oltre alle varie operazioni in particolare per il valgismo delle ginocchia utile è l'osteotomia o l'epifisiodesi mediale.